# Die Forelle

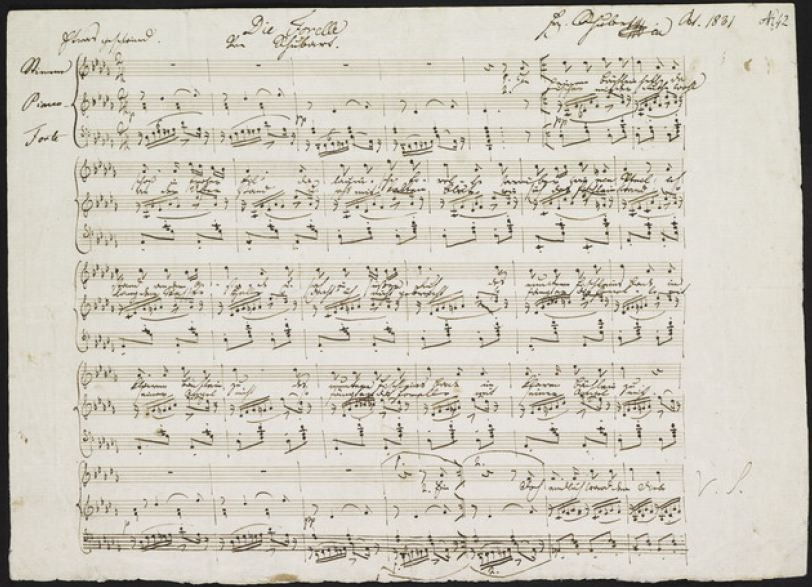
Autografía de Die Forelle

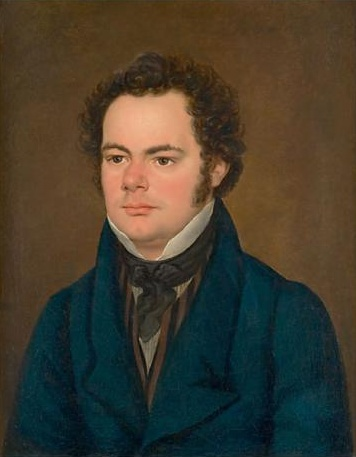
Retrato de Franz Schubert hecho por Franz Eybl (1827)

Die Forelle (traducido del alemán, La Trucha; op. 32 / D 550) es una de las más famosos lieder de Franz Schubert. El texto de la canción es del poeta  Christian Friedrich Daniel Schubart. Es una de las piezas más queridas del repertorio schubertiano, dado que gracias al acompañamiento de piano ofrece una musicalidad muy animada.

## Versiones
Existen cinco versiones diferentes de esta pieza, pero lo único que las diferencia es básicamente el tempo escogido para cada una de ellas:
1. „Mäßig“
2. „Nicht zu geschwind“
3. „Etwas geschwind“
4. „Etwas lebhaft“
5. „Etwas geschwind“

## Texto original
In einem Bächlein helle,

Da schoß in froher Eil

Die launische Forelle

Vorüber, wie ein Pfeil:

Ich stand an dem Gestade

Und sah in süsser Ruh

Des muntern Fischleins Bade

Im klaren Bächlein zu.

Ein Fischer mit der Ruthe

Wol an dem Ufer stand,

Und sah’s mit kaltem Blute,

Wie sich das Fischlein wand.

So lang dem Wasser Helle,

So dacht’ ich, nicht gebricht,

So fängt er die Forelle

Mit seiner Angel nicht.

Doch endlich ward dem Diebe

Die Zeit zu lang; er macht

Das Bächlein tückisch trübe:

Und eh’ ich es gedacht,

So zuckte seine Ruthe;

Das Fischlein zappelt dran;

Und ich, mit regem Blute,

Sah die Betrogne an.

Parte no musicada por Schubert:

Ihr, die ihr noch am Quelle

Der sichern Jugend weilt,

Denkt doch an die Forelle;

Seht ihr Gefahr, so eilt!

Meist fehlt ihr nur aus Mangel

Der Klugheit; Mädchen, seht

Verführer mit der Angel –

Sonst blutet ihr zu spät.

## Literatura
- Werner Aderhold et al. (Hrsg.): Franz Schubert. Bärenreiter/Deutscher Taschenbuch-Verlag; Kassel; Basel; Wien/München 1983, ISBN 3-423-03261-8.
- Dietrich Fischer-Dieskau: Auf den Spuren der Schubert-Lieder (Tras las huellas de los lieder de Schubert) Bärenreiter/Deutscher Taschenbuch-Verlag; Kassel; Basel; Wien/München 1976, ISBN 3-423-01178-5.